# 皮亞斯湖
7°52′45″S 77°32′46″W / 7.87917°S 77.54611°W
皮亞斯湖（西班牙語：Laguna Pias），是秘魯的湖泊，位於該國西北部拉利伯塔德大區，由帕塔斯省負責管轄，屬於馬拉尼翁河流域的一部分，海拔高度1,850米。